# 12919 Tomjohnson
12919 Tomjohnson este un asteroid din centura principală de asteroizi.

## Descriere
12919 Tomjohnson este un asteroid din centura principală de asteroizi. A fost descoperit pe 11 noiembrie 1998 în cadrul proiectului CSS. Asteroidul prezintă o orbită caracterizată de o semiaxă mare de 2,27 ua, o excentricitate de 0,22 și o înclinație de 6,4° în raport cu ecliptica.